# Västra regionen (region i Ghana)
Västra regionen är en region i Ghana. Den ligger i den södra delen av landet, 250 km väster om huvudstaden Accra. Antalet invånare är 2 376 021. Arean är 23 921 kvadratkilometer. Västra regionen gränsar till Brong-Ahaforegionen, Ashantiregionen och Centralregionen. 
Terrängen i Västra regionen är platt åt sydväst, men åt nordost är den kuperad.
Västra regionen delas in i:
- Ellembelle
- Ahanta West
- Aowin/Suaman
- Bia
- Bibiani/Ahwiaso/Bekwai
- Jomoro
- Juaboso
- Mpohor/Wassa East
- Nzema East
- Prestea-Huni Valley
- Secondi Takoradi
- Sefwi Akontobra
- Sefwi-Wiawso
- Shama new
- Tarkwa Nsuaem
- Wassa Amenfi East
- Wassa Amenfi West
- Wassa West
- Shama Ahanta East Metropolitan District

Följande samhällen finns i Västra regionen:
- Takoradi
- Sekondi-Takoradi
- Prestea
- Tarkwa
- Axim
- Shama Junction
- Bibiani